# Expedición Wilkes

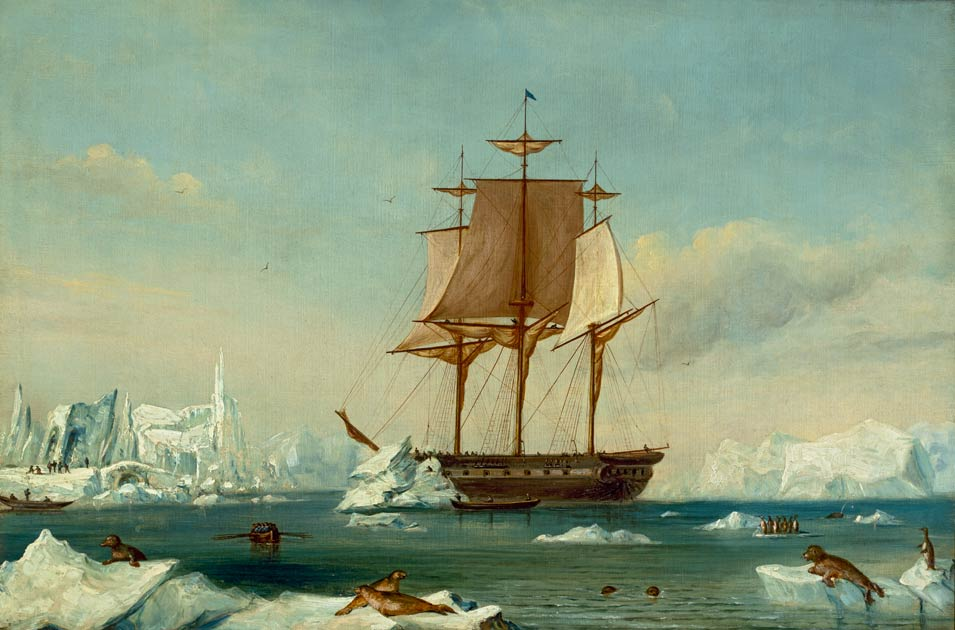
en la bahía Disappointment, en la Antártida, a principios de 1840

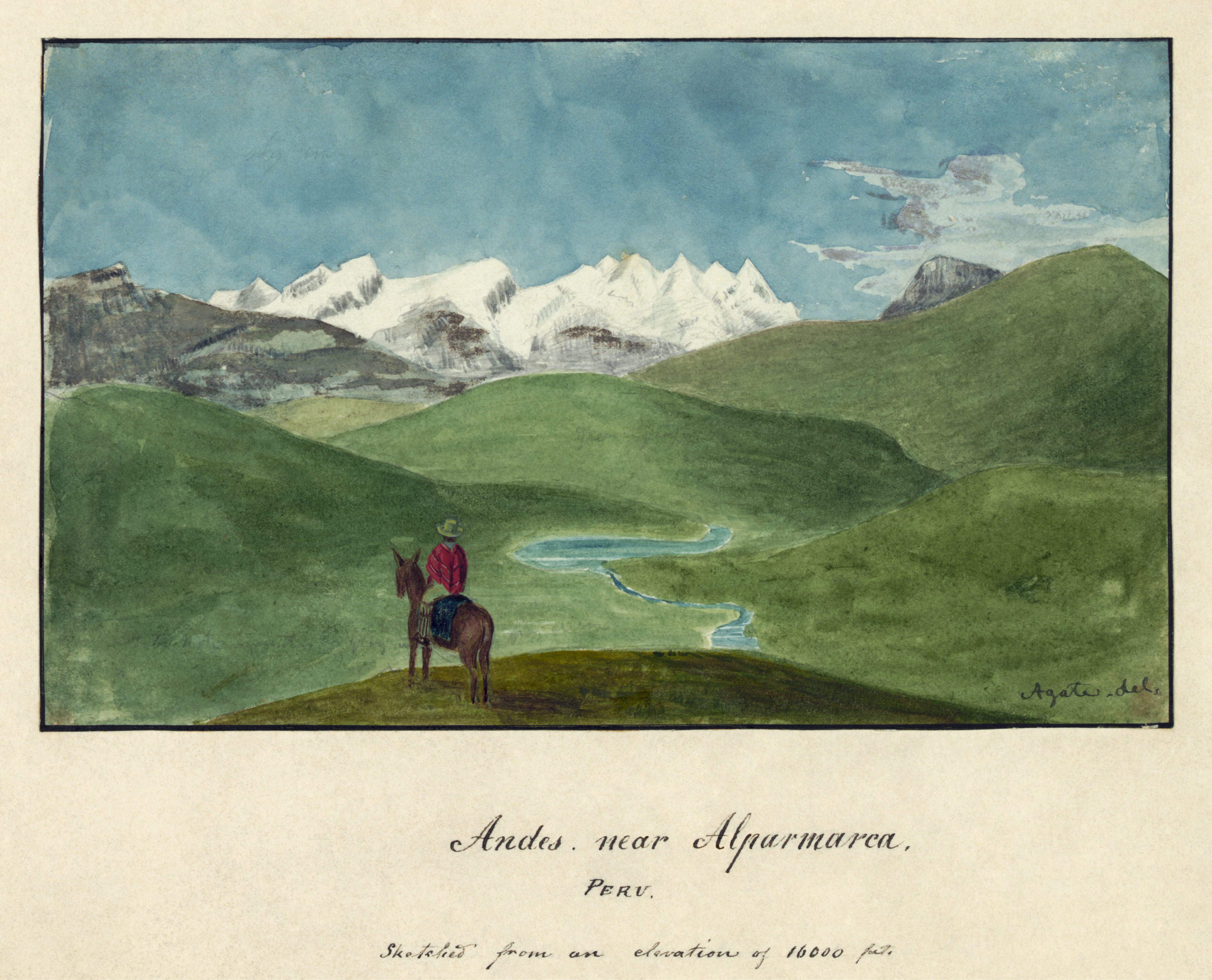
Andes near Alparmarca, Peru: Sketched from an Elevation of 16,000 Feet [Los Andes cerca de Alparmarca, Perú: bosquejado desde una elevación de 16,000 pies] – Alfred Agate

La Expedición de Exploración de los Estados Unidos (en inglés: United States Exploring Expedition) de 1838-1842 fue una expedición de exploración y reconocimiento del océano Pacífico (los mares del sur) y las tierras circundantes realizada por la Armada de los Estados Unidos Se designó originalmente como oficial al mando al comodoro Thomas ap Catesby Jones. El presidente John Quincy Adams solicitó la financiación de la expedición original en 1828; sin embargo, el Congreso no dispondría la financiación hasta ocho años después. En mayo de 1836, el viaje de exploración oceánica fue finalmente autorizado por el Congreso y creado por el presidente Andrew Jackson.
La expedición se conoce a veces abreviadamente como U.S. Ex. Ex. o Expedición Wilkes en honor a quien fue realmente el oficial al mando designado, el teniente Charles Wilkes. La expedición fue de gran importancia para el crecimiento de la ciencia en los Estados Unidos, en particular en el entonces joven campo de la oceanografía. Durante el evento, el conflicto armado entre los isleños del Pacífico y la expedición fue común y decenas de nativos murieron en acción, así como algunos estadounidenses.
La expedición constaba de casi 350 hombres y siete embarcaciones, dos balandras de guerra, un bergantín, dos barcos auxiliares y dos goletas. Se exploraron unas 280 islas, la mayoría en el Pacífico, y se cartografiaron más de 2400 km de costa antártica —la tierra de Wilkes— y 1300 km de la costa de Oregón. No menos importante, se recogieron más de 60.000 especímenes de plantas y aves, incluidas las semillas de 648 especies, que luego se comercializaron, sembraron y enviaron a todo el país. Ejemplares secos fueron enviados al National Herbarium, ahora parte de la Institución Smithsonian. También hubo 254 plantas vivas, que en su mayoría provenían del tramo final del viaje, que se dispusieron en un invernadero recién construido en 1850, que luego se convirtió en el Jardín botánico de los Estados Unidos.

## Preparativos

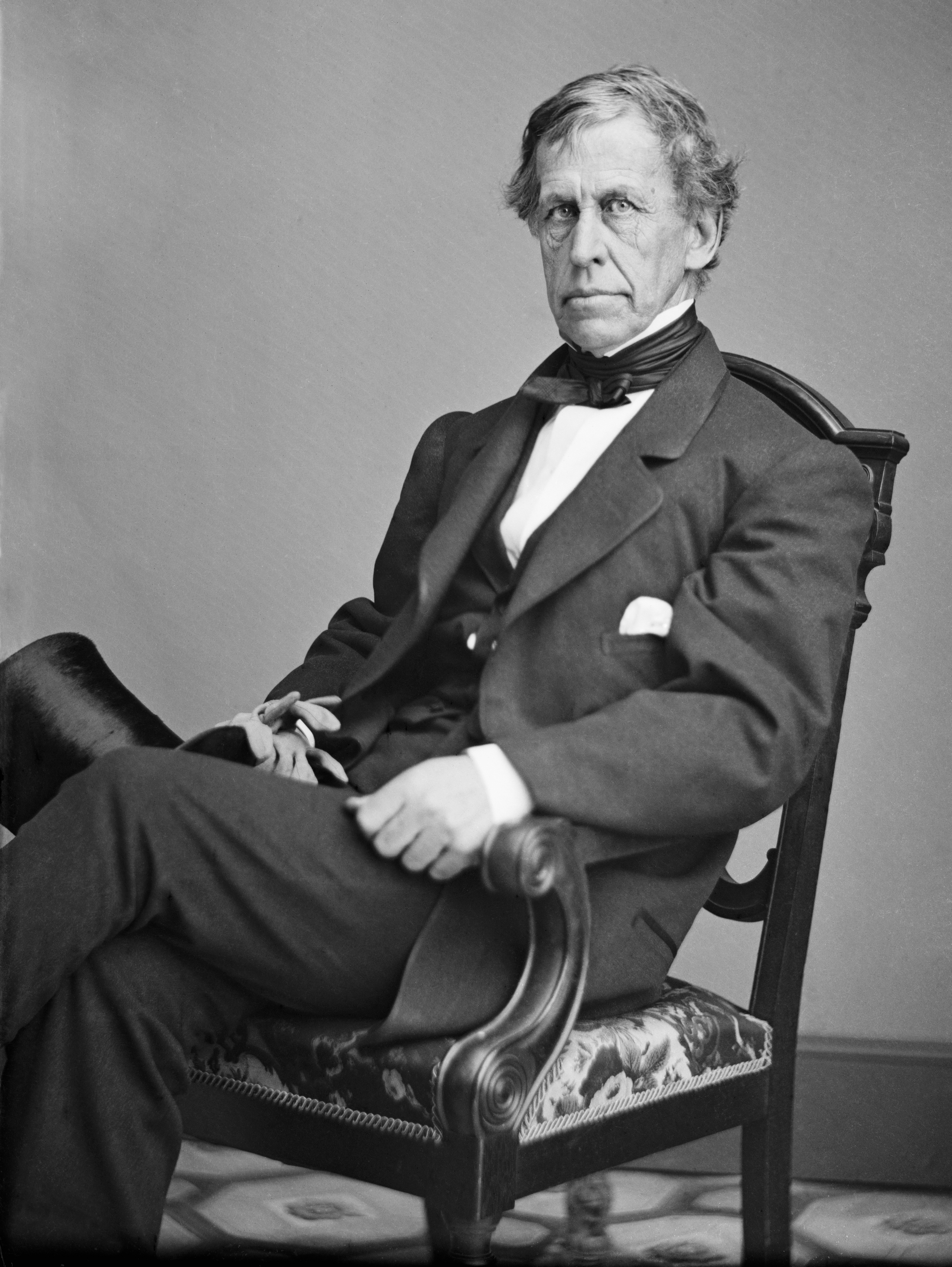
Charles Wilkes

Gracias a los esfuerzos de cabildeo de Jeremiah N. Reynolds, la Cámara de Representantes de los Estados Unidos aprobó una resolución el 21 de mayo de 1828, solicitando al presidente John Quincy Adams que enviara un barco para explorar el Pacífico. Adams estaba interesado en la resolución y ordenó a su Secretario de Marina que preparara un barco, el Peacock. La Cámara votó una asignación en diciembre, pero el proyecto de ley se estancó en el Senado en febrero de 1829. Luego, bajo la presidencia de Andrew Jackson, el Congreso aprobó una ley en 1836 aprobando la misión de exploración. Una vez más, el esfuerzo se estancó bajo la Secretaría de Marina de Mahlon Dickerson hasta que el presidente Van Buren asumió el cargo e impulsó el esfuerzo.
Originalmente, la expedición estaba bajo el mando del comodoro Jones, pero este renunció en noviembre de 1837, frustrado con todas las dilaciones. El secretario de Guerra Joel Roberts Poinsett, en abril de 1838, asignó entonces el mando a Wilkes, después de que oficiales de mayor rango rechazaran el mando. Wilkes tenía reputación por sus conocimientos de hidrografía, geodesia y magnetismo. Además, Wilkes había recibido capacitación en matemáticas de Nathaniel Bowditch, métodos de triangulación de Ferdinand Hassler y geomagnetismo de James Renwick.
La expedición constaba de casi 350 hombres, muchos de los cuales no estaban asignados a ninguna embarcación específica. Otros sirvieron en más de un barco. El personal incluía naturalistas, botánicos, un mineralogista, un taxidermista y un filólogo. Fueron transportados a bordo de las balandras de guerra USS Vincennes (780 toneladas) y USS Peacock (650 t), el bergantín USS Porpoise (230 t), el full-rigged ship (barco de aparejo completo) USS Relief (1836), que sirvió como barco auxiliar  de almacenamiento, y dos goletas, Sea Gull (110 t) y USS Flying Fish (96 t), que servían como barcos de abasto.
El 18 de agosto de 1838, los barcos partieron del puerto naval de Hampton Roads, Virginia. La flota se dirigió entonces a Madeira, aprovechando los vientos dominantes.

## Historia

### Expedición

#### Primera parte

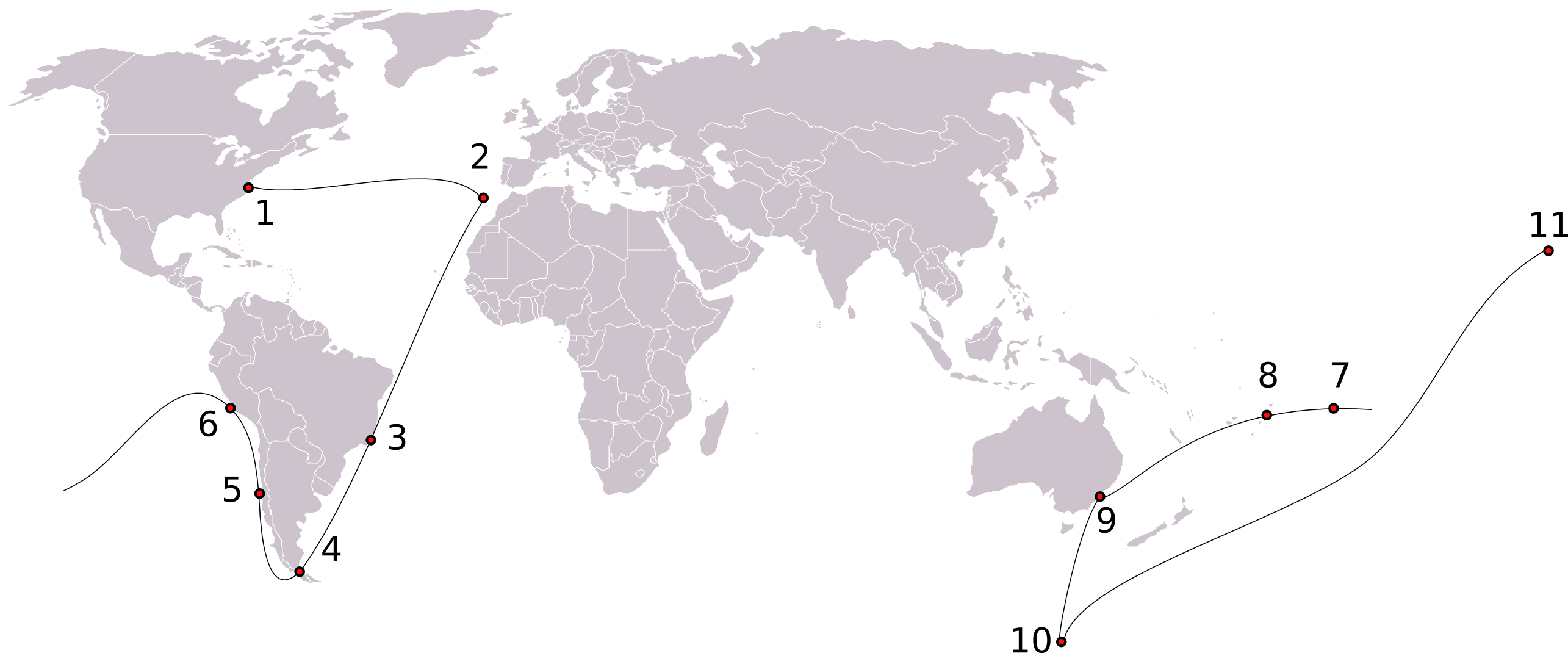
Primera parte de la ruta del viaje: 1. Hampton Roads – 2. Madeira – 3. Río de Janeiro – 4. Tierra del Fuego – 5. Valparaíso – 6. Callao – 7. Tahití – 8. Samoa – 9. Sídney – 10. Antártida – 11. Islas Sandwich (vía Fiyi)

Wilkes fue a investigar en el Atlántico varios vigías o bajíos, como los informados por John Purdy, pero no pudo corroborar esas afirmaciones sobre las ubicaciones dadas. La escuadra llegó a las islas Madeira el 16 de septiembre de 1838 y a Porto Praya el 6 de octubre. El Peacock llegó a Río de Janeiro el 21 de noviembre y el Vincennes con los bergantines y las goletas el 24 de noviembre; el Relief no llegó hasta el 27 de noviembre, marcando un récord de lentitud, 100 días. Mientras estaban allí, utilizaron la isla Enxados en la bahía de Guanabara para un observatorio y astillero naval para reparación y reacondicionamiento.
El escuadrón no salió de Río de Janeiro hasta el 6 de enero de 1839, llegando a la desembocadura del río Negro el 25 de enero. El 19 de febrero, el escuadrón se unió al Relief, Flying Fish y Sea Gull en Puerto Orange, en la isla Hoste, luego de haber pasado por el estrecho de Le Maire. Estando allí, la expedición entró en contacto con los fueguinos. Wilkes envió una expedición al sur en un intento de superar el punto más al sur del capitán Cook, los 71°10′.
El Flying Fish alcanzó los 70° el 22 de marzo, en el área a unos 160 km al norte de la isla Thurston y lo que ahora se llama cabo Flying Fish, y las montañas Walker. El escuadrón se unió al Peacock en Valparaíso el 10 de mayo, pero se informó que el Sea Gull había desaparecido. El 6 de junio, el escuadrón llegó a San Lorenzo, frente a Callao pararealizar reparaciones y un reaprovisionamiento, mientras que Wilkes envió el Relief de vuelta a casa el 21 de junio. Dejando América del Sur el 12 de julio, la expedición llegó a Reao del grupo de Tuamotu el 13 de agosto y a Tahití el 11 de septiembre. Partieron de Tahití el 10 de octubre.

Primer trayecto de Wilkes hacia la Antártida

Luego, la expedición visitó Samoa y Nueva Gales del Sur, Australia. En diciembre de 1839, la expedición navegó desde Sídney hacia el océano Antártico e informó del descubrimiento del continente antártico el 16 de enero de 1840, cuando Henry Eld y William Reynolds a bordo del Peacock avistaron el pico Eld (800 m) y el pico Reynolds (785 m) a lo largo de la costa de Jorge V. El 19 de enero, Reynolds avistó el cabo Hudson. El 25 de enero, los tripulantes del Vincennes avistaron las montañas detrás de la barrera de hielo de Cook, picos similares en Piner Bay el 30 de enero, y había cubierto 1300 km de costa ya el 12 de febrero, desde los 140°30′ E hasta los 112°16′12″ E, cuando Wilkes reconoció que habían «descubierto el continente antártico». Llamado Tierra de Wilkes (Wilkes Land), incluía las actuales  Costa Clarie, Costa Banzare, Costa Sabrina, Costa Budd y Costa Knox. Cartografiaron 2400 km de costa antártica hasta un objetivo hacia el oeste de 105°E, el borde de la Tierra de la Reina Mary, antes de partir nuevamente hacia el norte el 21 de febrero.
El Porpoise se encontró con la expedición francesa de Jules Dumont d'Urville el 30 de enero. Sin embargo, debido a un malentendido de las intenciones del otro, el Porpoise y el Astrolabe fueron incapaces de comunicarse. En febrero de 1840, parte de la expedición estuvo presente en la firma inicial del Tratado de Waitangi en Nueva Zelanda. Parte del escuadrón luego regresó a Sídney para hacer reparaciones, mientras que el resto visitó la bahía de las Islas, antes de llegar a Tonga en abril. En Nuku'alofa se encontraron con el rey Josiah (Aleamotu'a) y con George (Taufa'ahau), jefe de Ha'apai, antes de continuar hacia Fiyi el 4 de mayo. El Porpoise inspeccionó el archipiélago Bajo, mientras que el Vincennes y el Peacock continuaron hacia Ovalau, donde firmaron un tratado comercial con  Tanoa Visawaqa  en  Levuka. El HMS Starling de Edward Belcher visitó Ovalau al mismo tiempo. Hudson pudo capturar a Vendovi, después de mantener como rehenes a sus hermanos Cocanauto, Qaraniqio y Tui Dreketi (Roko Tui Dreketi  o rey de la provincia de Rewa). Vendovi fue considerado responsable del ataque contra marineros estadounidenses en la Isla de Ono en 1836.  Vendovi fue llevado de regreso a los Estados Unidos, pero murió poco después de su llegada a Nueva York. Luego, su cráneo se agregó a las colecciones de la expedición y se exhibió en el edificio de la Oficina de Patentes en Washington D. C.
En julio de 1840, dos miembros del grupo, el teniente Underwood y el sobrino de Wilkes, el guardiamarina Wilkes Henry, fueron asesinados mientras intercambiaban alimentos en la isla de Malolo, en el oeste Fiyi. La causa de este evento sigue siendo confusa. Inmediatamente antes de su muerte, el hijo del jefe local, que los estadounidenses tenían como rehén, escapó saltando del bote y corriendo por las aguas poco profundas hacia la orilla. Los estadounidenses dispararon por encima de su cabeza. Según los miembros del grupo de expedición en el barco, su fuga estaba pensada como una señal preestablecida por los fiyianos para atacar. Según los que estaban en tierra, el tiroteo en realidad precipitó el ataque en tierra. Los estadounidenses desembarcaron sesenta marineros para atacar a los nativos hostiles. Cerca de ochenta fiyianos murieron en la represalia estadounidense resultante y dos aldeas fueron incendiadas hasta los cimientos.

#### Ruta de regreso

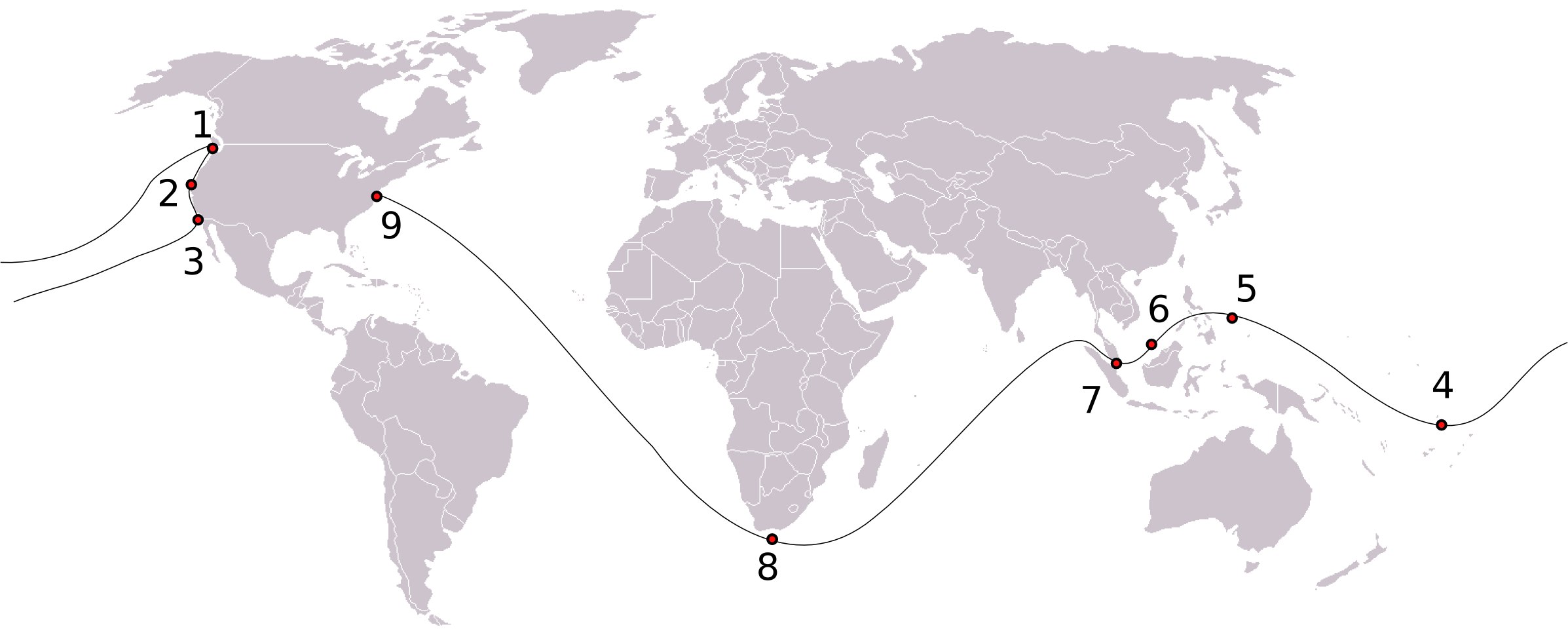
Ruta de regreso: 1. Puget Sound – 2. Río Columbia – 3. San Francisco – 4. Polinesia – 5. Filipinas – 6. Borneo – 7. Singapur – 8. Cabo de Buena Esperanza – 9. New York

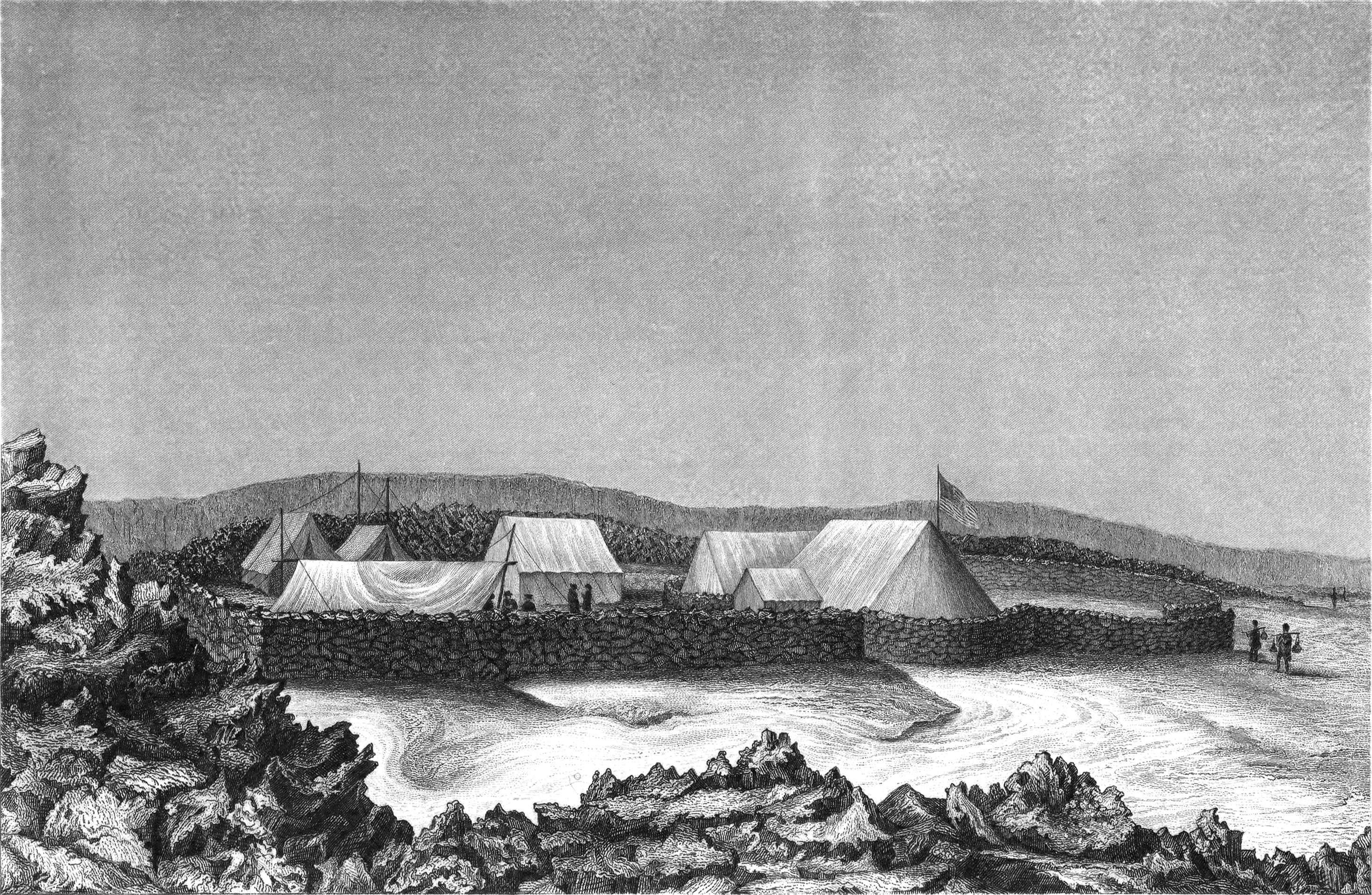
Campamento de la expedición de Charles Wilkes en la cumbre del Mauna Loa en enero de 1841.

El 9 de agosto, después de tres meses de reconocimientos, la escuadra se reunió frente a Macuata. El Vincennes y el Peacock continuaron hacia las Islas Sandwich, acordando encontrarse con el Flying Fish y el Porpoise en Oahu en octubre. En el camino, Wilkes nombró a las islas Phoenix e hizo una parada en el atolón de Palmyra, convirtiendo a su grupo en la primera expedición científica en la historia en visitarlo. Mientras estaban en Hawái, los oficiales fueron recibidos por el gobernador Kekuanaoa, el rey Kamehameha III, su ayudante William Richards y el periodista James Jackson Jarves. La expedición inspeccionó Kauai, Oahu y Hawái, donde Wilkes decidió pasar el invierno en espera de mejor tiempo y aprovechar la oportunidad para explorar los volcanes de la isla. Realizó una compleja ascensión al pico de Mauna Loa (4169 m). (Un relato de esa ascensión se puede consultar en Mauna Loa#Expedición de Wilkes).
El Porpoise fue enviado en noviembre para reconocer varios atolones de las Tuamotu, incluidos Aratika, Kauehi, Raraka y Katiu, antes de continuar hacia el atolón Penrhyn y regresar a Oahu el 24 de marzo.

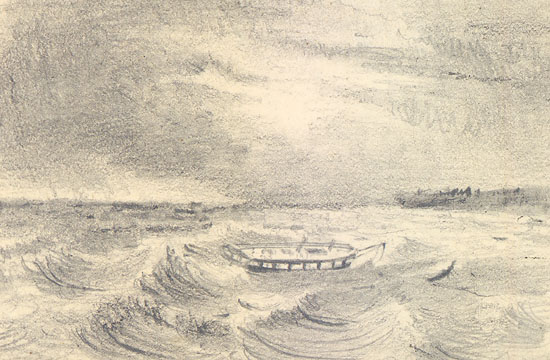
El Peacock tras encallar contra la barra del río Columbia

El 5 de abril de 1841, el escuadrón partió de Honolulu, dirigiéndose el Porpoise y el Vincennes hacia el noroeste del Pacífico, mientras el Peacock y el Flying Fish se volvían para inspeccionar Samoa, antes de reunirse con el escuadrón. En el camino, el Peacock y el Flying Fish inspeccionaron la isla Jarvis, la isla Enderbury, las islas Tokelau y Fakaofo. El Peacock siguió con estudios de las islas de Tuvalu de Nukufetau, Vaitupu y Nanumanga en marzo, seguidas de Tabiteuea.en abril. También en abril, el Peacock inspeccionó las islas Gilbert de Nonouti, Aranuka, Maiana, Abemama, Kuria, Tarawa, Marakei, Butaritari y Makin, antes de regresar a Ohau el 13 de junio. El Peacock y el Flying Fish luego partieron hacia el río Columbia el 21 de junio.
En abril de 1841, el Peacock, bajo el mando del teniente William L. Hudson, y el Flying Fish, inspeccionaron la isla de Drummond, que recibió su nombre por un estadounidense de la expedición. El teniente Hudson escuchó de un miembro de su tripulación que un barco había naufragado frente a la isla y que su tripulación había sido masacrada por los gilberteses. Se dijo que una mujer y su hijo eran los únicos supervivientes, por lo que Hudson decidió desembarcar una pequeña fuerza de infantes de marina y marineros, al mando de William M. Walker, para buscar en la isla. Inicialmente, los nativos fueron pacíficos y los estadounidenses pudieron explorar la isla, sin resultados. Fue cuando el grupo regresaba a su barco cuando Hudson notó que faltaba un miembro de su tripulación.

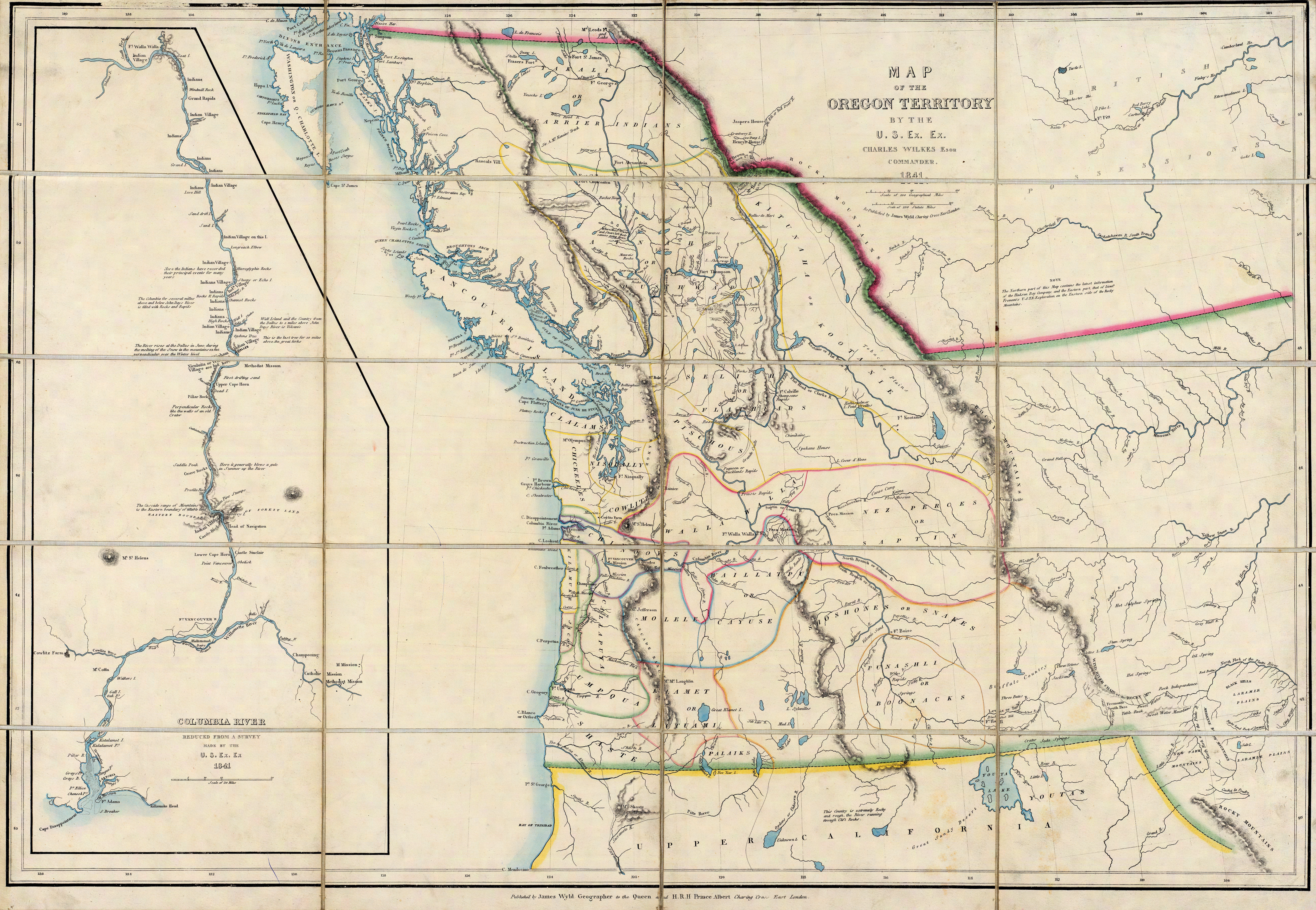
Un mapa de 1841 del Territorio de Oregón. Narrative of the United States Exploring Expedition.

Después de realizar otra búsqueda, el hombre no fue encontrado y los indígenas comenzaron a armarse. El teniente Walker devolvió su fuerza al barco, para conversar con Hudson, quien ordenó a Walker que regresara a la costa y exigiera el regreso del marinero. Walker volvió a abordar sus botes con su grupo de desembarco y se dirigió a la costa. Walker gritó su demanda y los nativos cargaron contra él, lo que obligó a los botes a regresar a los barcos. Se decidió al día siguiente que los estadounidenses bombardearían a los hostiles y desembarcarían de nuevo. Mientras hacía esto, una fuerza de alrededor de 700 guerreros gilberteses se opuso al asalto estadounidense, pero fueron derrotados después de una larga batalla. Ningún estadounidense resultó herido, pero doce nativos murieron y otros resultaron heridos, y dos pueblos también fueron destruidos. Un episodio similar había ocurrido dos meses antes, en febrero, cuando el Peacock y el Flying Fish bombardearon brevemente la isla de Upolu, Samoa, tras la muerte de un marinero mercante estadounidense en la isla.
El Vincennes y el Porpoise llegaron al cabo Disappointment el 28 de abril de 1841, pero luego se dirigieron hacia el norte hasta el estrecho de Juan de Fuca, Port Discovery y Fort Nisqually, donde fueron bien recibidos por William Henry McNeill y Alexander Caulfield Anderson. El Porpoise inspeccionó el Admiralty Inlet, mientras que botes del Vincennes inspeccionaron el canal Hood y la costa norte hasta la desembocadura del río Fraser. Wilkes visitó Fort Clatsop, a John McLoughlin en Fort Vancouver y a William Cannon en el río Willamette, mientras que él envió al teniente Johnson en una expedición a Fort Okanogan, Fort Colvile y Fort Nez Perces, donde se encontraron con Marcus Whitman. Al igual que su predecesor, el explorador británico George Vancouver, Wilkes pasó mucho tiempo cerca de la isla de Bainbridge. Observó la forma de pájaro del puerto de Winslow y lo llamó Eagle Harbor. Continuando con su fascinación por los nombres de las aves, nombró punta Bill y punta Wing. Port Madison y las puntas Monroe y Jefferson fueron nombrados en honor a los anteriores presidentes de los Estados Unidos. Port Ludlow  fue nombrado en honor al teniente Augustus Ludlow, que había perdido la vida durante la Guerra de 1812.
El Peacock y el Flying Fish llegaron a cabo Disappointment el 17 de julio. Sin embargo, el Peacock encalló mientras intentaba adentrarse en el río Columbia y pronto se perdió, aunque sin pérdida de vidas. La tripulación pudo bajar los seis botes y llevar a todos a Baker's Bay, junto con sus diarios, encuestas, cronómetros y algunos de los bocetos de Agate. Un indio tuerto llamado George luego guio al Flying Fish hacia la misma bahía.
Allí, la tripulación instaló «Peacockville», con la ayuda de James Birnie de la Compañía de la Bahía de Hudson y de la Misión Metodista Estadounidense en Point Adams. También comerciaron con los indios nativos clatsop y  chinuk durante las siguientes tres semanas, mientras inspeccionaban el canal, antes de viajar a Fort George  y reunirse con el resto del escuadrón. Esto llevó a Wilkes a enviar el Vincennes a la bahía de San Francisco, mientras continuaba inspeccionando Grays Harbor.
Desde el área de la actual Portland, Wilkes envió un grupo de 39 hombres por tierra hacia el sur, dirigido por Emmons, pero guiado por Joseph Meek. El grupo incluía a Agate, Eld, Colvocoresses, Brackenridge, Rich, Peale, Stearns y Dana, y procedió a lo largo de una ruta interior hacia Fort Umpqua, el monte Shasta, el río Sacramento, el asentamiento de la Nueva Helvetia de John Sutter y luego hacia la bahía de San Francisco. Partieron el 7 de septiembre y llegaron a bordo del Vincennes en Sausalito el 23 de octubre, después de haber viajado por el sendero Siskiyou.
Wilkes llegó con el Porpoise y el Oregon, mientras que el Flying Fish se reuniría con el escuadrón en Honolulu. El escuadrón inspeccionó San Francisco y sus afluentes, y luego produjo un mapa de la Upper California [Alta California]. Luego, la expedición regresó el 31 de octubre, llegó a Honolulu el 17 de noviembre y partió el 28 de noviembre. Realizaron una visita a la isla Wake y regresaron a través de Filipinas, Borneo, Singapur, Polinesia y el cabo de Buena Esperanza, llegando a la ciudad de Nueva York el 10 de junio de 1842.
La expedición estuvo afectada por las malas relaciones entre Wilkes y sus oficiales subordinados en todo momento. El autoproclamado estatus de Wilkes como capitán y comodoro, acompañado del vuelo del banderín requerido y el uso del uniforme de capitán mientras había sido comisionado solo como teniente, irritó mucho a otros miembros de la expedición de igual rango real. Su aparente maltrato a muchos de sus subordinados y la indulgencia en castigos como «azotar a la flota» resultó en una gran controversia a su regreso a Estados Unidos. 
Wilkes fue sometido a un consejo de guerra a su regreso, pero fue absuelto de todos los cargos excepto el de castigar ilegalmente a los hombres de su escuadrón.

## Significado

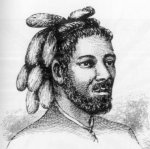
Hombre de Nukufetau, por Alfred Agate, 1841

La Expedición Wilkes jugó un papel importante en el desarrollo de la ciencia del siglo XIX, particularmente en el crecimiento del establecimiento científico estadounidense. Muchas de las especies y otros artículos encontrados por la expedición ayudaron a formar la base de las colecciones en la nueva Smithsonian Institution.
Con la ayuda de los científicos de la expedición, llamados burlonamente por los marineros de la tripulación «cavadores de almejas» (clam diggers) y «cazadores de insectos» (bug catchers), se exploraron 280 islas, la mayoría en el Pacífico, y se cartografiaron más de 1300 km de costa de Oregón. No menos importante, se recogieron más de 60.000 especímenes de plantas y aves. Durante la expedición se recolectó una cantidad asombrosa de datos y especímenes, incluidas las semillas de 648 especies, que luego se comercializaron, sembraron y enviaron a todo el país. Ejemplares secos fueron enviados al National Herbarium, ahora parte de la Institución Smithsonian. También hubo 254 plantas vivas, que en su mayoría provenían del tramo final del viaje, que se dispusieron en un invernadero recién construido en 1850, que luego se convirtió en el Jardín botánico de los Estados Unidos.
Alfred Thomas Agate, grabador e ilustrador, creó un registro perdurable de las culturas tradicionales, como las ilustraciones hechas de los patrones de vestidos y tatuajes de los nativos de las Islas Ellice (ahora Tuvalu).
Una colección de artefactos de la expedición también fue al National Institute for the Promotion of Science (Instituto Nacional para la Promoción de la Ciencia), un precursor de la Institución Smithsonian. Estos se unieron a los artefactos de la historia estadounidense como los primeros artefactos de la colección del Smithsonian.

### Obras publicadas
Durante un breve tiempo, Wilkes estuvo adscrito a la Oficina de Inspección Costera (Office of Coast Survey), pero de 1844 a 1861 se dedicó principalmente a preparar el informe de la expedición. Se planearon veintiocho volúmenes, pero solo se publicaron diecinueve. De estos, Wilkes escribió la Narrative of the United States exploring expedition, during 1838, 1839, 1840, 1841, 1842 [Narración de varios volúmenes de la expedición de exploración de los Estados Unidos, durante 1838, 1839, 1840, 1841, 1842], Hydrography [Hidrografía] y Meteorology [Meteorología].
La Narrativa analizaba las costumbres, condiciones políticas y económicas de muchos lugares entonces poco conocidos. Otras contribuciones fueron tres informes de James Dwight Dana sobre zoófitos, geología y crustáceos. Además de artículos e informes más breves, Wilkes publicó Western America, including California and Oregon [America Occidental, incluiyendo California y Oregón] y Theory of the Winds y [Teoría de los vientos]. La Smithsonian Institution digitalizó los cinco volúmenes narrativos y los volúmenes científicos que lo acompañan. La mala gestión que asoló la expedición antes de su partida continuó después de su finalización. En junio de 1848, muchos de los especímenes se habían perdido o dañado y muchos permanecían sin identificar. En 1848, Asa Gray fue contratado para trabajar en los especímenes botánicos y publicó el primer volumen del informe sobre botánica en 1854, pero Wilkes no pudo asegurar la financiación del segundo volumen.

## Personal y barcos

### Barcos
- USS Vincennes: balandra de guerra, 780 t, 18 cañones, buque insignia
- USS Peacock [Pavo real]: balandra de guerra, 650 t, 22 cañones
- USS Relief: full-rigged ship, barco con aparejo completo, 468 t, 7 cañones
- USS Porpoise [Marsopa]: bergantín, 230 t, 10 cañones
- USS Sea Gull [Gaviota]: goleta, 110 t, 2 cañones
- USS Flying Fish [Pez volador]: goleta, 96 t, 2 cañones
- USS Oregon: bergantín, 250 t, 2 cañones

Los barcos de la Expedición Wilkes
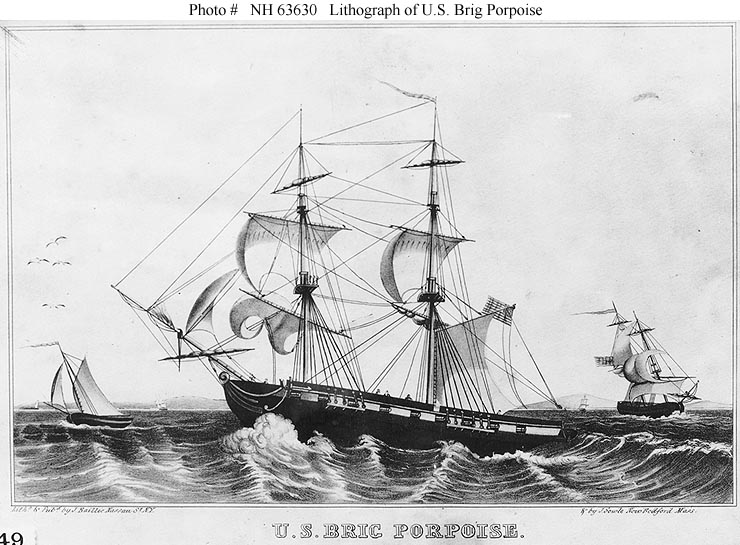
El USS Porpoise (1836)
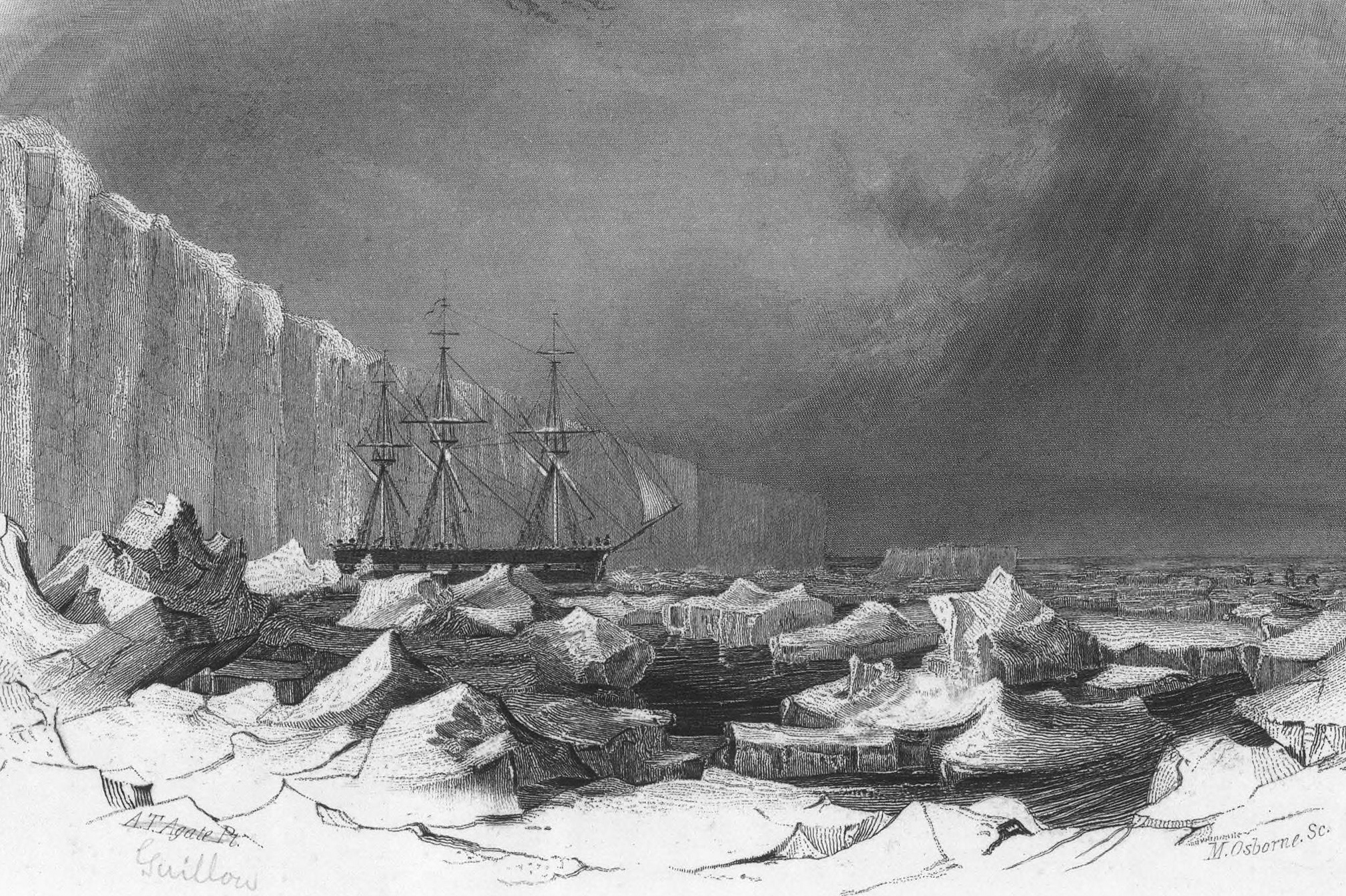
El USS Peacock en el hielo (1840)
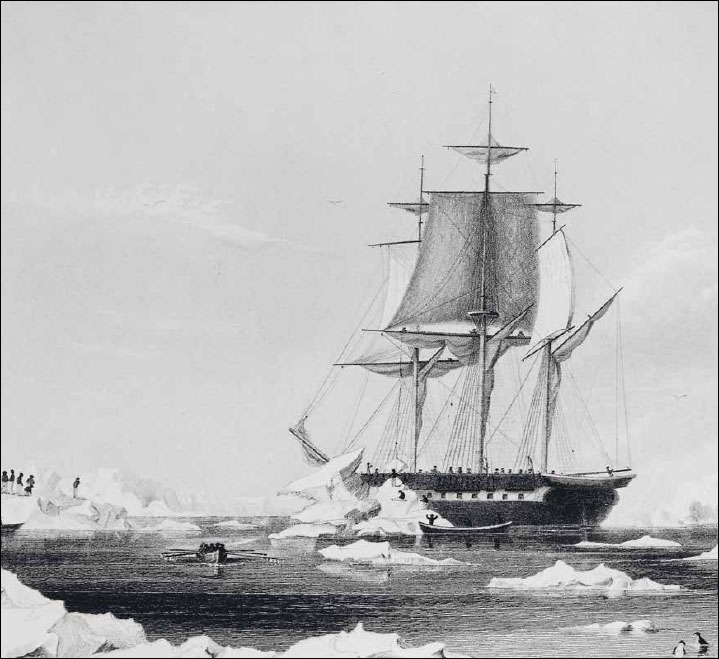
El Vincennes
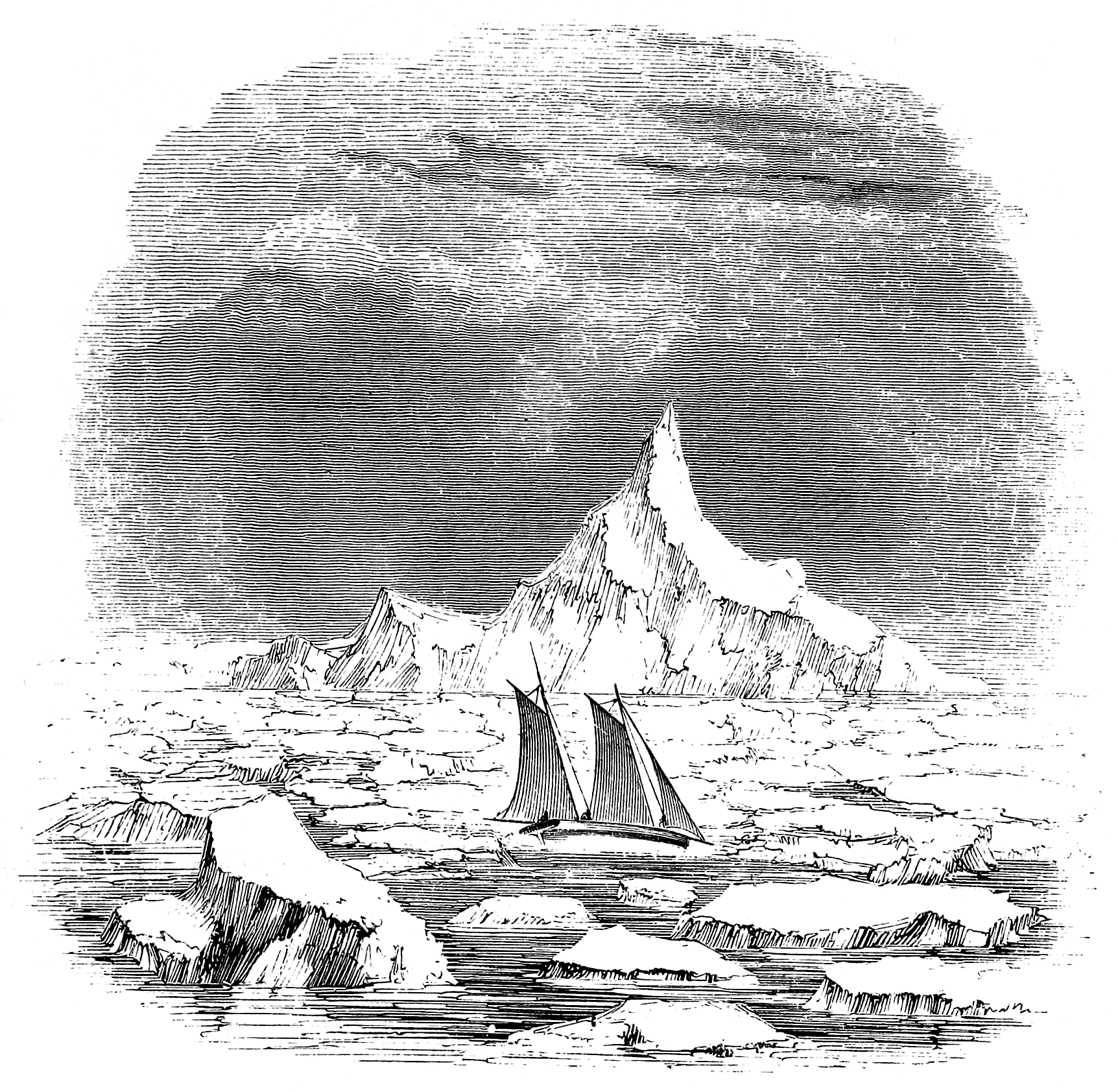
El Flying Fish cerca de la Antártida
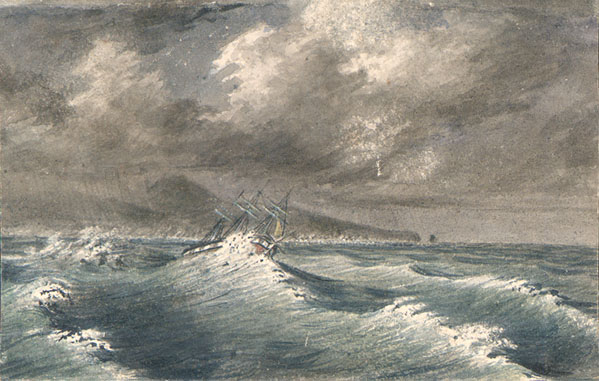
El Relief en isla Noir
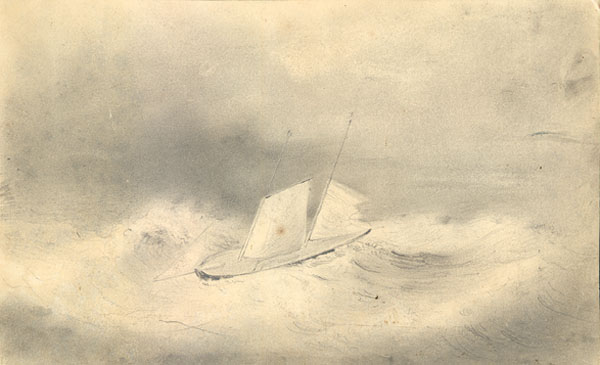
El USS Sea Gull

### Personal
- Comandantes:
  - Charles Wilkes: comandante de la expedición y comandante del Vincennes
  - Cadwalader Ringgold: teniente comandante del Porpoise
  - Andrew K. Long: teniente comandante del Relief
  - William L. Hudson: comandante del Peacock
  - Samuel R. Knox: comandante delFlying Fish
  - James W. E. Reid: comandante delSea Gull

- Oficiales navales:
  - James Alden: teniente
  - Daniel Ammen: tguardiamarina aprobado
  - Thomas A. Budd: teniente y cartógrafo
  - Simon F. Blunt – Passed midshipman
  - Augustus Case: teniente
  - George Colvocoresses – Midshipman
  - Edwin De Haven: piloto en funciones[Wi. 3]
  - Henry Eld: guardiamarina
  - George F. Emmons: teniente
  - Charles Guillou: cirujano asistente
  - William L. Maury: teniente
  - William Reynolds: guardiamarina aprobado
  - Richard R. Waldron – Purser Sobrecargo
  - Thomas W. Waldron: secretario del capitán

- Cuerpo científico:[Wi. 4]
  - Alfred T. Agate: artista
  - James Drayton: artista[20]
  - William Brackenridge: botánico asistente
  - Joseph P. Couthouy: concólogo
  - James D. Dana: mineralogista y geólogo
  - Horatio Hale: filólogo
  - Titian Peale: naturalista
  - Charles Pickering: naturalista
  - William Rich: botánico